# Деуитт, Джон (спортсмен)
Джон Ригель Деуитт (англ. John Riegel DeWitt; 29 октября 1881, Филлипсберг, Нью-Джерси — 28 июля 1930, Нью-Йорк) — американский легкоатлет и игрок в американский футбол, серебряный призёр летних Олимпийских игр 1904.
На Играх 1904 года в Сент-Луисе Деуитт участвовал только в метании молота. С результатом 50,26 м он занял второе место и выиграл серебряную медаль.